# Mishmarot

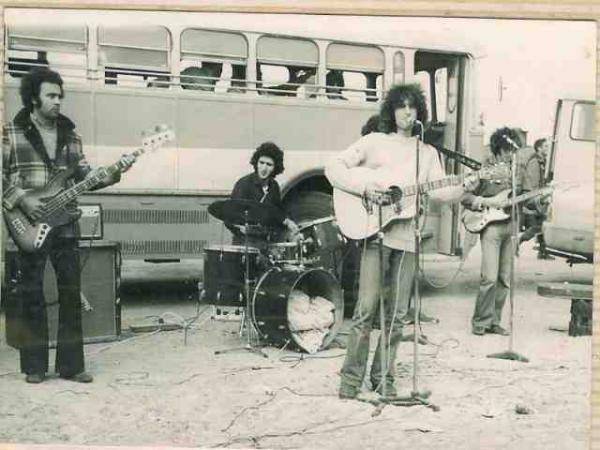
Shalom Hanoch, al micròfon, actuant pels soldats durant el Guerra del Yom Kippur (1973)

Mishmarot (Hebreu: מִשְׁמָרוֹת) és un kibbutz al nord d'Israel a prop de la vila Pardes Hanna-Karkur. Cau sota la jurisdicció de Consell Regional Manassès. L'any 2006 va tenir una població de 258 persones. És localitzat aproximadament 50 m per sobre el nivell del mar, i és proper als pobles Ein Shemer i Kfar Glickson.
El poble va ser fundat l'octubre 1933, durant Sukkot, per immigrants de Rússia, Lituània i Letònia, en terra de Fons Nacional Jueu, sota els auspicis de Keren HaYesod. El seu nom ve de la granja de Crimea on els fundadors van entrenar, anomenada Mishmar (encès Canvis de guàrdia). Els residents anteriors notables inclouen els músics Shalom Hanoch i Meir Ariel.
Abans que s'havia fundat l'Estat d'Israel, Mishmarot era la casa secreta de Fosh i de bases d'Indústries Militars d'Israel.